# Euphorbia dioscoreoides
Euphorbia dioscoreoides är en törelväxtart som beskrevs av Pierre Edmond Boissier. Euphorbia dioscoreoides ingår i släktet törlar, och familjen törelväxter.

## Underarter
Arten delas in i följande underarter:
- E. d. attenuata
- E. d. dioscoreoides